# Оленівка (Кам'янець-Подільський район)
Оленівка (раніше Геленівка, Флоріянівка) — село в Україні, у Слобідсько-Кульчієвецькій сільській територіальній громаді Кам'янець-Подільського району Хмельницької області.

## Назва
Історично зафіксовано назви «Геленівка», «Голинівка» — Оленівка. Тож невідомо, на честь якої Гелени чи Олени назвали село. Про походження села Оленівка немає якихось точних відомостей, лише припущення. Наприклад, за одним із переказів, знайденому в Кам'янець-Подільській районній бібліотеці, назву селу дали на честь уродженців з крайньої Півночі, які потрапили сюди за часів Російської імперії завдяки одному із власників села, який викупив їх і поселив у своєму помісті Флоріянівка.

## Географія
Подільське село Оленівка розташоване за 4,2 кілометрів автодорогами від Кам'янця-Подільського.
Село ділиться на такі кути: «Оленівка» та «Слобідка-Оленівська».

### Клімат
Оленівка знаходяться в межах вологого континентального клімату із теплим літом у так званому «теплому Поділлі». Але діяльність людини призводить до поганих змін та глобального потепління. Рівень наповнення річок водою в області становить лише 20 % від необхідного стандарту.

## Історія
Перша згадка про село 1758 рік. Саме в червні 1758 року освячено греко-католицьку Дмитрівську церкву. Храм був дуже бідним: «зроблений з хворосту, обліплений надворі та всередині глиною, з одним куполом та трьома вікнами, церква (схоже, саманна) скидалася на сільську хату».
Про Оленівку та Флоріанівку згадує краєзнавець Юхим Сіцінський. Він пише, що село засноване близько 1758 року власником сусіднього села Боришківці — паном Богушем. Продане близько 1770 року пану Перетяткевичу, а в 1793 року викуплене паном Вільчопольським. У 1850 року населений пункт перейшов до Кульчицького. За словами Юхима Сіцінського: «Маєток цей веде вікову суперечку з містом Кам'янцем про землі. Біля Геленівки є присілок Слобідка Геленівська, або Флоріанівка, що складає з Геленівкою одне ціле, заснована Флоріаном Вільчопольським на початку поточного століття».
В 1905 році поруч існувало окреме село «Геленівська Слобідка».
Внаслідок поразки визвольних змагань на початку XX століття, село надовго окуповане російсько-більшовицькими загарбниками.
Радянська окупація принесла колективізацію та розкуркулення, мешканці села зазнали репресій. Багатьох частинах Поділля відбувались масові селянські повстання, проти радянської влади.
В 1932–1933 селяни села пережили жахливі події — Голодомор.
Після завершення Другої світової війни у 1946—1947 роках село вчергове пережило голод.
З 1991 року в складі незалежної України.
З 14 серпня 2017 року внаслідок об'єднання сільських рад, село ввійшло до складу Слобідсько-Кульчієвецької сільської громади. Об'єднання в громаду має створити умови для формування ефективної і відповідальної місцевої влади, яка зможе забезпечити комфортне та безпечне середовище для проживання людей.
20 червня 2022 року релігійна громада церкви Святого Дмитра села перейшла з Московського патріархату до Православної церкви України. Уперше в місцевій церкві пролунала молитва українською мовою.
Колишній орган місцевого самоврядування — Слобідсько-Кульчієвецька сільська рада.

## Населення
За переписом населення України 2001 року в селі мешкало 447 осіб.

### Мова
У селі поширені західноподільська говірка та південноподільська говірка, що відносяться до подільського говору, який належить до південно-західного наріччя.
100 % населення вказало своєю рідною мовою українську мову за даними перепису 2001 року.

## Економіка
Земельні паї обробляли три основні агропідприємства: ПП «Деметра», ПП «Деметра-2010» та ПП «САФ Колос».

## Інфраструктура
Селі діє: ФАП, церква, клуб і бібліотека. Є один сільський магазин.

## Релігія
- Церква Святого Дмитра (ПЦУ)

## Відомі люди
- Грозний В'ячеслав Вікторович — український футбольний тренер. Заслужений тренер України. Народився в селі в 1956 році.
- Ярошевський Едуард Юліанович — український сержант, командир відділення кам'янецької ТРО. Разом із дружиною проживав у селі Оленівка.[6]
- Микола Тарасович Шевчук — український майстер керамічних справ.

## Охорона природи
Село лежить у межах національного природного парку «Подільські Товтри». На південно-східній околиці села Оленівка знаходиться заказник На валу.